# 린 앤더슨
린 앤더슨(Lynn Anderson, 1947년 9월 26일 ~ 2015년 7월 30일)은 미국의 가수이다.